# Orchestra Sinfonica Islandese
L'Orchestra Sinfonica Islandese (ISO, in islandese Sinfóníuhljómsveit Íslands) è un'orchestra islandese con sede a Reykjavík. L'ISO è un'istituzione pubblica autonoma sotto gli auspici del Ministero della Pubblica Istruzione islandese. L'Orchestra Sinfonica Islandese ha avuto la sua sede in Háskólabíó (l'Università del Cinema) dal 1961 al 2011, ma si è trasferita nella nuova sede da 1800 posti all'Harpa (Centro di Reykjavík per Concerti e Conferenze) nella primavera del 2011. L'orchestra dà circa sessanta concerti ogni stagione. Per una legge del 1982 (modificata nel 2007), le fonti finanziarie primarie della ISO sono il tesoro islandese (82%) e la città di Reykjavik (18%).

## Storia

### Premesse (1921-1950)
Il primo caso conosciuto di un concerto orchestrale in Islanda è stato il 22 maggio 1921, quando un gruppo di 20 lavoratori musicisti suonarono per il Re Cristiano X di Danimarca, che era in visita ufficiale nel paese. Lo stesso gruppo di base e il suo direttore, il compositore Þórarinn Guðmundsson, divennero i membri fondatori di un'orchestra ufficiale, The Reykjavík Orchestra (Hljómsveit Reykjavíkur, RO), nello stesso anno. La RO rimase praticamente l'unica orchestra funzionante in Islanda fino alla fondazione della ISO nel 1950. Tra i punti salienti dei momenti operativi della RO fu una festa a Þingvellir, in occasione dell'anniversario dei 1000 anni del Parlamento nazionale islandese nel 1930, che vide la prima di diverse composizioni di autori islandesi.
Tra gli altri passi verso la fondazione della ISO è stata la fondazione della Scuola di Musica di Reykjavík (Tónlistarskóli Reykjavíkur) nel 1930 e la fondazione della Federazione Islandese dei Musicisti (Félag íslenskra hljóðfæraleikara, in seguito ribattezzata Félag íslenskra hljómlistarmanna; FÍH) nel 1939, che divenne il più influente sindacato dei musicisti in Islanda durante il XX secolo. Diversi stimati musicisti islandesi, compositori e appassionati di musica scrissero articoli sui giornali locali in questo periodo in cui si rimproverava lo stato primitivo islandese della cultura musicale, in particolare Jón Leifs (1899-1968), compositore e direttore d'orchestra, che aveva studiato al Conservatorio di Lipsia durante la prima guerra mondiale. Leifs sottolineava l'inevitabile necessità di un'orchestra sinfonica decente per timore che l'Islanda restasse indietro rispetto agli altri paesi civili. Inoltre l'industria musicale in crescita fu stimolata da un manipolo di musicisti europei che vennero a vivere e lavorare in Islanda nella prima metà del secolo. Tra i più influenti c'erano Franz Mixa (1902-1994), Victor Urbancic (1903-1958) e Wilhelm Lanzky-Otto (1909-1991).

### Fondazione e primi anni (1950-1956)
Durante la fine degli anni quaranta, il sogno di un'orchestra professionale era sempre più presente nel dibattito pubblico in Islanda. Un gruppo di musicisti, guidato dai compositori Páll Ísólfsson (1893-1974) e Jón Þórarinsson (1917-2012), scrisse una proposta formale al governo in cui avanzava suggerimenti per l'amministrazione e la proprietà dell'orchestra pianificata. Eysteinn Jónsson (1906-1993), ministro della cultura, introdusse un disegno di legge in Parlamento durante l'inverno del 1947-1948, dove era previsto un fondo speciale per la gestione di un'orchestra. Il disegno di legge di Jonsson presume che il sostegno finanziario dovrebbe venire dalla Radio Nazionale (Ríkisútvarpið; RÚV), Reykjavik Music Society (Tónlistarfélag Reykjavíkur) e dal Teatro Nazionale (Þjóðleikhúsið), che non era ancora in funzione. Il resto del finanziamento doveva venire da una tassa imposta sui biglietti per il cinema. Tuttavia non vi era alcun accordo sul disegno di legge in Parlamento, poiché i parlamentari che rappresentavano i collegi elettorali al di fuori di Reykjavík si dimostrarono molto contrari all'idea.
Nel 1950, il comitato direttivo del RÚV accettò di finanziare sperimentalmente l'attività di un'orchestra di 40 membri per un paio di mesi. Non si tenne alcuna riunione inaugurale formale così la data di fondazione dell'orchestra è considerata il 9 marzo 1950, quando il suo primo concerto ebbe luogo.
All'inizio la ISO era efficiente nella concertazione e diede quindici spettacoli pubblici durante il suo primo anno di esistenza. Tuttavia, l'inizio fu poco promettente dal punto di vista finanziario: i costi operativi furono superiori a quelli applicati a qualsiasi altra istituzione musicale del paese, non erano ancora state fatte previsioni di bilancio e la risposta del pubblico era stata caratterizzata da mancanza di interesse. Le dispute salariali erano frequenti e i membri dell'orchestra, la maggior parte dei quali lavoravano a tempo parziale, consultavano regolarmente i loro sindacati. Nei primi mesi del 1953 i membri dell'orchestra scioperarono a causa dei pagamenti dei salari arretrati.
Solo poche settimane dopo l'inaugurazione di ISO, il Teatro Nazionale (Þjóðleikhúsið) aprì per la prima volta e le due istituzioni mantennero una stretta alleanza per diversi anni. L'ISO non aveva un locale proprio così i concerti venivano normalmente tenuti nel Þjóðleikhúsið, e l'orchestra forniva musica per le rappresentazioni teatrali.
Dei quaranta membri fondatori, quattordici venivano da fuori dell'Islanda. Ciò rese la ISO un'organizzazione non convenzionale in Islanda in quanto il livello di immigrazione del paese era sempre stato estremamente basso.
Nel 1954, la gestione della ISO fu incorporata nella RÚV. Questo significava che i membri dell'orchestra avevano più sicurezza del lavoro e una maggiore stabilità dei salari rispetto a prima. Tuttavia, la partecipazione ai concerti rimaneva bassa e dopo i primi dodici mesi di collaborazione con RÚV, l'orchestra aveva subito in una grossa perdita. Bjarni Benediktsson, ministro della cultura, nominò un comitato per l'efficienza accresciuta della gestione. Seguirono dibattiti in Parlamento e un aumento dei canoni di abbonamento per RÚV sembrava la conclusione più logica, ma non fu raggiunto alcun accordo sulla questione. Di conseguenza l'attività di ISO si arrestò e nessun concerto si svolse durante l'inverno 1955-1956.

### Nuova denominazione e rilancio (1956-1982)
Nel marzo del 1956 furono fatti progressi per far tornare la ISO un'istituzione privata e ripristinare le prestazioni di routine. Fu nominato un nuovo consiglio, guidato da Ragnar Jonsson, editore di libri e mecenate. I sommari operativi e gli orari di lavoro diventarono a poco a poco meglio organizzati. Il nome dell'orchestra era stato precedentemente Sinfóníuhljómsveitin ( "L'Orchestra Sinfonica"), ma fu ora ufficialmente cambiato in Sinfóníuhljómsveit Íslands (L'Orchestra Sinfonica Islandese). Bjarni Benediktsson, ministro della cultura, fu il fautore principale del nuovo titolo e mostrò grande interesse nel definire l'orchestra come un tesoro nazionale. Una prova di questo approccio fu l'idea di mandare in tour abitualmente l'orchestra in tutto il paese, invece di limitare i concerti a Reykjavik solo.
La prima performance dell'ISO fuori Reykjavík fu in Akureyri il 21 maggio 1956. Gli anni successivi, tournée annuali hanno avuto luogo, normalmente alla fine della stagione. La durata del tour era tipicamente tra una e due settimane. Il primo viaggio all'estero dell'orchestra fu alle Isole Faroe nel 1977.
L'impennata con cui iniziò il 1956 non doveva essere di lunga durata. Nel 1960 il consiglio dell'orchestra si trovò ricaduto in difficoltà finanziarie, in parte a causa di una forte inflazione, che ogni anno riduceva il potere d'acquisto della corona islandese di circa il 10%. La partecipazione ai concerti rimaneva moderata e gli utili erano trascurabili. Nel febbraio 1961 il Consiglio decise di cercare rinnovati legami con RÚV e rimodellare la ISO de facto come dipartimento della radio. Il consiglio era diviso sulla questione e il presidente Jónsson si oppose allo spostamento. Il risultato finale, tuttavia, fu una riorganizzazione dell'orchestra come una divisione di RÚV. L'accordo doveva essere una soluzione temporanea, ma rimase invariato fino al 1982, quando Alþingi approvò una legge sulla ISO. La collaborazione col Þjóðleikhúsið rimase praticamente invariata fino al 1971, quando un contratto fu fatto tra le due istituzioni, allontanando i suonatori della ISO dalle loro precedenti funzioni come partecipanti non pagati di spettacoli del teatro.
Nel 1961 la ISO fu trasferita nella sua nuova sede in Háskólabíó, il più grande cinema di Reykjavík. Questa fu la prima volta che la ISO fu in grado esercitarsi in modo permanente nello stesso posto in cui si tenevano i suoi concerti. Tuttavia l'insoddisfazione crebbe dal momento che l'acustica dell'Háskólabíó era considerata insoddisfacente per i concerti dell'orchestra. Bohdan Wodiczko, direttore principale, espresse la sua avversione per Háskólabíó nella fase iniziale e per i successivi decenni, opinioni simili erano frequenti nelle interviste con i direttori, i suonatori e le altre persone connesse con l'ISO. L'Háskólabíó rimase la sede principale dell'orchestra per cinquant'anni fino all'apertura di Harpa Concert Hall nel 2011.
Durante gli anni 1960 e 1970 la ISO gradualmente crebbe e si sviluppò. Nessuna normativa formale esisteva per la gestione dell'orchestra e il suo rapporto con gli sponsor era più o meno casuale. Nel 1976 Vilhjálmur Hjalmarsson, ministro della cultura, nominò una commissione per scrivere una proposta di legge per la ISO. Il comitato scrisse una bozza che fu risistemata da un nuovo comitato, nominato nel 1978. Le proposte sottolineavano l'importanza dell'indipendenza della ISO nei confronti del RÚV e del Þjóðleikhúsið. L'orchestra avrebbe dovuto essere in grado di stare in piedi da sola e non servire soltanto come un satellite delle altre due istituzioni. La proposta di legge fu approvata ad Alþingi il 26 aprile 1982.

### Istituzionalizzazione (1982-ad oggi)
Dopo l'approvazione della legge ISO nel 1982, l'orchestra ricevette finanziamenti a valere sul bilancio nazionale. Il numero di musicisti nella ISO era cresciuto e continuò a crescere durante questo periodo. L'orchestra aveva 40 orchestrali stipendiati nel 1950, 65 nel 1986, 72 nel 2000 e 95 nel 2016.
Nel 1986 l'ISO offrì abbonamenti e pacchetti di abbonamento per la prima volta. Il sistema di abbonamento è basato su quattro tipi o "serie": La serie Gialla (grandi opere per orchestra, solisti locali), la serie Rossa (concerti solistici, solisti stranieri), la serie Verde (musica accessibile a tutti, ad esempio valzer viennesi e operette) e la serie Blu (musica contemporanea e opere islandesi). Il sistema ha subito alcune modifiche nei successivi anni e nel 2016 e si è organizzato come segue: Serie rossa (con una concentrazione maggiore di grandi opere per orchestra), serie gialla (per lo più musica classica e musiche romantiche di una volta), serie verde (musica popolare favorita) e la serie Blu (concerti per le famiglie).
L'ISO è attiva nella collaborazione con le scuole islandese e tiene regolarmente concerti nelle scuole dove gli studenti di varie età sono invitati in gruppi. Nel corso degli anni 2000, ISO ha ampliato il suo marketing mirato ai bambini e la promozione in misura considerevole. Nel 2007 Barbara il clown (interpretato da Halldora Geirharðsdóttir) è stato eseguito come un concerto col presentatore per la prima volta e nel 2008 la ISO presentò Massimo Musikus, una mascotte di un topo rivolto ai bambini piccoli. Nei concerti per le famiglie Barbara e Massimo sono stati ospiti regolari da allora.
La ISO tiene normalmente circa 60 concerti all'anno. I concerti sono trasmessi in diretta su RUV Rás 1 (radio nazionale). Nel mese di marzo 2015 l'ISO ha iniziato la collaborazione con la compagnia telefonica islandese Síminn, trasmettendo video di concerti scelti. Le registrazioni video sono accessibili agli abbonati, ma un certo numero di loro sono disponibili sul canale YouTube della ISO.

## Direttori d'orchestra più importanti

### Olav Kielland (1952-1955)
Kielland introdusse un grado di disciplina e professionalità senza pari in momenti precedenti del mondo della musica islandese. Scrisse un codice di comportamento che avrebbe dovuto applicare durante le sessioni di prove dell'orchestra. Kielland era considerato un personaggio caratteriale e colorato e diversi aneddoti sopravvivono da parte dei collaboratori che hanno servito sotto il suo comando. Gli orchestrali tedeschi della ISO si dice che abbiano ricevuto un trattamento particolarmente duro da Kielland. Tuttavia, l'arrivo di Kielland fu generalmente acclamato sui giornali e visto come un chiaro passo in avanti per la giovane orchestra. Il contratto di tre anni di Kielland scadde nel 1955 e non fu rinnovato. Dopo la sua partenza dalla ISO, nessun direttore principale fu impiegato a tempo indeterminato fino al 1965.

### Bohdan Wodiczko (1965-1968, 1970-1971)
Wodiczko dprima diresse un concerto dell'ISO il 22 febbraio 1960, quando fu celebrato il 150º anniversario di Chopin. La collaborazione fu proficua e Wodiczko diresse più di dieci concerti durante la stagione successiva. Nel 1965 firmò un contratto di tre anni come direttore principale. Wodiczko aveva la fama di un recluso che limitava la sua vita sociale in Islanda alla compagnia dei membri dell'orchestra. Durante il suo soggiorno in Islanda, Wodiczko fu molto motivato dalla sua ambizione di migliorare la scena culturale locale; in un'intervista del 1961 dichiarò che il suo stipendio mensile con l'ISO era all'incirca pari all'importo che avrebbe ricevuto per un unico concerto in Europa. Il repertorio dell'ISO subì notevoli cambiamenti durante la permanenza di Wodiczko nell'incarico, privilegiando in modo crescente la musica moderna, piuttosto che le composizioni classiche e romantiche.

### Karsten Andersen (1973-1978)
La prima direzione di Andersen fu un concerto della ISO il 9 giugno 1972 come parte del Reykjavik Arts Festival che si era tenuto per la seconda volta. Il suo gusto conservatore per la musica produsse un repertorio altamente convenzionale e con poca assunzione di rischi. Andersen aveva anche la carica di direttore principale della Orchestra Filarmonica di Bergen mentre lavorava con l'ISO e viaggiò frequentemente tra la Norvegia e l'Islanda, passando in media una settimana al mese in Islanda. Il periodo in carica di Andersen contrassegna l'inizio del periodo ininterrotto dei direttori principali della ISO.

### Jean-Pierre Jacquillat (1978-1986)
Jacquillat introdusse composizioni impressionisti francesi nel repertorio del ISO in misura maggiore rispetto a qualunque altro dei suoi predecessori. Quando gli fu chiesto in un'intervista del 1986 se egli riteneva di aver acquisito qualcosa di positivo come direttore principale, Jacquillat ha risposto: "Spetta agli altri a giudicare. In ogni caso, posso vantare di aver introdotto un sacco di musica francese per gli ascoltatori islandesi. Ci sono diversi compositori francesi che avrei voluto suonare qui, come Boulez e Messiaen, ma l'orchestra è semplicemente troppo piccola. "Articoli di giornale e le memorie dei membri di ISO descrivono Jacquillat come un estroverso e una personalità avvolgente. Jacquillat è morto in un incidente d'auto solo tre mesi dopo aver completato il suo contratto con l'ISO.

### Petri Sakari (1987-1993, 1996-1998)
Sakari, un violinista, era decisamente ambizioso sulla formazione degli strumentisti ad arco dell'orchestra. Diresse l'ISO per la prima volta nel 1986 e descrisse il suo rapporto con l'orchestra come "amore a prima vista". Durante il suo periodo come direttore principale, l'ISO firmò un contratto di registrazione di dieci album con la Chandos Records. Sakari diresse l'orchestra per la maggior parte di questi. Inoltre Sakari diresse la ISO nelle registrazioni delle sinfonie complete di Jean Sibelius, realizzate per la Naxos Records nel 1998-2000. Sakari spesso espresse la sua opinione su come il consiglio della ISO avrebbe potuto migliorare le condizioni dell'orchestra, per esempio assumendo più musicisti, finanziando più viaggi all'estero e creando la carica di direttore assistente.

### Osmo Vänskä (1993-1996)
Il periodo di Vänskä come direttore fu caratterizzato da una notevole attività sulla scena musicale internazionale. Nel febbraio e marzo del 1996, Vänskä diresse la ISO in un tour negli Stati Uniti, a suonare in Florida, Massachusetts, Delaware e New York. Vänskä fu criticato da diversi autori islandesi per non aver dato la priorità alle composizioni islandesi nei concerti ISO. La sua risposta a queste critiche fu riassunta in una intervista del 1996: "La musica islandese non dovrebbe essere nel repertorio della ISO a meno che non sia davvero meritevole. Si tratta della qualità, non dell'origine della musica, che è più importante. "Nel 2014, Vänskä firmò un contratto come direttore ospite principale della ISO. Il suo contratto fu rinnovato nel 2016 e Vänskä ricoprirà la posizione fino al 2020.

### Rico Saccani (1998-2001)
Saccani diresse la ISO regolarmente come direttore ospite dal 1987 prima di firmare un contratto come direttore principale nel 1998. Quando gli chiesero dei suoi obiettivi per l'ISO, Saccani dichiarò che voleva concentrarsi su stili più meridionali e operistici di musica e mettere in luce le composizioni dei compositori italiani, spagnoli e francesi. Per quanto riguarda la gestione dell'ISO, Saccani propose un aumento della sponsorizzazione come soluzione per evitare difficoltà finanziarie. Saccani rinnovò il suo contratto nel 2000 e doveva rimanere come direttore fino al 2002, ma nel marzo 2001, improvvisamente abbandonò l'incarico, lasciò il paese e fu irraggiungibile per settimane. Diverse le voci circolate sul ritiro di Saccani: si dice che si sia tenuto tra gli orchestrali della ISO un sondaggio di opinione i cui risultati sono confidenziali ed esprimono chiaramente un giudizio negativo verso il direttore. Il 18 maggio Saccani pubblicò un annuncio in cui dichiarò che aveva deciso di smettere a causa di malattia.

### Rumon Gamba (2002-2010)
Gamba aveva 29 anni quando si impegnò con la ISO, diventando così il direttore principale più giovane nella storia dell'orchestra. Spesso sottolineò il ruolo chiave dell'ISO nel promuovere la musica islandese: "Quale orchestra dovrebbe prendersi cura di essa, se non la ISO?" Gamba diresse l'ISO in varie registrazioni per Chandos Records e sottolineava fortemente il valore delle registrazioni nel rendere l'orchestra visibile sulla scena internazionale. Il repertorio di Gamba era diversificato e tra i progetti di ISO durante il suo periodo c'era quello di suonare tutte le sinfonie di Shostakovich nel corso di un periodo di cinque anni.

### Ilan Volkov (2011-2014)
L'esordio di Volkov come direttore principale quasi coincise con il trasferimento dell'ISO all'Harpa Concert Hall e gli fu spesso richiesto di commentare le qualità della edificio dai media. Aveva diretto la BBC SSO per tredici anni quando firmò il contratto con l'ISO. Poco dopo aver cominciato a lavorare in Islanda, Volkov dichiarò in un'intervista che aveva accettato la posizione perché era interessato a trovare un luogo dove poter sviluppare le sue idee più liberamente. Due anni e mezzo più tardi, poco prima della fine del suo mandato in quell'incarico, Volkov confessò che le sue mire iniziali per l'ISO erano fallite a un certo punto: "Ho avuto un sacco di libertà con il repertorio per il primo paio di anni, ma i vincoli finanziari ci hanno indicato che dovevamo essere un po' più attenti con la parte finale della programmazione."

### Yan Pascal Tortelier (2016-attuale)
Nel mese di ottobre 2015 l'ISO dichiarò che Tortelier era stato assunto come direttore principale. Il concerto iniziale della stagione 2016-2017 servirà come insediamento di Tortelier nel suo incarico, ma già prima ha collaborato con l'ISO di Reykjavík all'Arts Festival nel 1998. Quando l'incarico di Tortelier è stato rivelato, egli ha espresso il suo entusiasmo nel voler sviluppare ulteriormente l'orchestra e ha detto che sperava di poter contribuire a raggiungere nuovi pubblici in tutto il mondo.

## Vladimir Ashkenazy
Vladimir Ashkenazy diventò cittadino islandese nel 1972, undici anni dopo aver sposato la pianista islandese Þórunn Jóhannsdóttir. È stato uno dei principali ispiratori del Reykjavik Arts Festival che si è tenuto per la prima volta nel 1970. Ashkenazy ha collaborato con l'ISO per la prima volta come solista il 19 dicembre 1971 e per la prima volta come direttore il 12 ottobre 1972. Ha diretto l'orchestra quattordici volte nel corso dei successivi sei anni, ma nel settembre 1978 fu pubblicato un colloquio nel Gramophone, dove Ashkenazy descriveva i musicisti della ISO come "semi-professionisti". Nell'intervista, Ashkenazy ha anche detto la seguente frase quando parla degli orchestrali della ISO: "A volte producono interessanti spettacoli musicali, ma tecnicamente non sono molto buoni. Bisogna trattarli come bambini ". Il commento fu accolto aspramente dai membri, organizzatori e portavoce della ISO. Helga Hauksdóttir, presidente della Union Company della ISO espresse il suo disappunto in un'intervista con Morgunblaðið dove si può notare un forte senso di dissenso: "Se Vladimir Ashkenazy vuole confrontare la ISO con orchestre di prim'ordine a livello mondiale, ci deve essere consentito di rispondere con lo stesso spirito e confrontare il suo talento come direttore con alcuni degli ottimi direttori che hanno lavorato con noi nel corso degli ultimi anni. Anche se ha migliorato da quando fece i suoi primi tentativi con la ISO qualche anno fa, sono sicuro che la maggior parte dei professori dell'orchestra concordano sul fatto che lui non è neanche lontanamente vicino ad essere un direttore di prima grandezza".
Ashkenazy si trasferì in Svizzera nel 1978, circa nello stesso periodo in cui i suoi dissapori con la ISO erano diventati pubblici. Non lavorò con l'ISO per oltre venti anni, ma il 18 gennaio 2001 diresse l'orchestra per la prima volta dopo la lunga pausa. Nello stesso tempo Ashkenazy elogiò la ISO nelle interviste, dichiarando che l'orchestra aveva fatto grandi miglioramenti nel corso degli ultimi anni. Dal 2001 Ashkenazy ha diretto la ISO ogni anno. Nell'aprile 2002 è stato nominato direttore onorario della ISO e da allora ha ricoperto la carica. Il 4 maggio 2011 ha diretto l'orchestra per la prima volta al concerto inaugurale dell'Harpa Concert Hall.
Ashkenazy ha diretto la ISO in tre registrazioni di album.

## Registrazioni
L'ISO ha partecipato a 87 album pubblicati, sia con il proprio nome che accompagnando altri artisti. Il primo album registrato dalla ISO fu Pierino e il lupo di Prokofiev, diretto da Václav Smetácek e narrato da Helga Valtýsdóttir, nel 1956. La matrice fu però misteriosamente perduta e la registrazione da allora è rimasta inascoltata. Sette anni passarono fino a che la ISO non registrò il suo secondo album che includeva "Minni Íslands" ("Tema dell'Islanda") di Jon Leifs e la Sinfonia n. 16, "islandese", di Henry Cowell. L'orchestra debuttò con la sinfonia di Cowell il 21 marzo 1963 e la registrò in un secondo momento lo stesso anno. La composizione fu dedicata alla memoria dell'esploratore Vilhjálmur Stefánsson con il quale Cowell aveva mantenuto un'amicizia dal 1941 e dal momento che la sua Sinfonia n. 16 include motivi da melodie popolari islandesi egli considerava la ISO l'esecutore ideale per il pezzo.
Jón Leifs è il compositore le cui opere sono state registrate più di frequente dalla ISO, coprendo complessivamente dodici album. Il primo lavoro importante è stato The Saga Symphony, registrato nel 1975 e diretto da Jussi Jalas. Jalas aveva diretto l'orchestra più volte in concerto e fu il primo direttore ospite in data 27 giugno 1950. The Saga Symphony è stato registrata ancora una volta nel 1996 diretta da Osmo Vänskä. Tra il 1996 e il 2002 l'orchestra ha registrato molte delle opere più importanti di Leifs, tra cui Geysir, Hekla, Hafís e Baldr.
La visibilità della ISO nel settore della musica internazionale aumentò nel 1990 al comando di Petri Sakari. Sakari diresse l'orchestra in varie registrazioni per la Chandos Records nel 1992-1996, oltre a dirigere le sinfonie complete di Jean Sibelius per la Naxos Records nel 1996-2000 (pubblicate come cofanetto nel 2001). La collaborazione con la Chandos Records proseguì nel periodo di Rumon Gamba come direttore principale, con una conseguente registrazione di due volumi delle opere orchestrali di Malcolm Williamson (pubblicate nel 2006-2007) e una registrazione in sei volumi delle opere orchestrali di Vincent d’Indy (pubblicate nel 2008-2015). Il primo volume della serie d'Indy ebbe la nomination per un Grammy Award come la migliore registrazione orchestrale del 2009 e il secondo volume fu scelto come Editor Choice di Gramophone.

## Harpa Concert Hall
Per decenni, la prospettiva di costruire una sede specializzata per i grandi concerti di musica classica era stata discussa pubblicamente in Islanda. Non esisteva in Islanda nessuna sala da concerto vero durante il XX secolo e i concerti di musica classica in genere avvenivano in chiese, teatri e palazzetti dello sport. Háskólabíó, la sede della ISO a partire dal 1961, fu progettato e inteso come un cinema e non furono prese misure durante la sua costruzione per renderlo un locale adatto a concerti di musica classica. Direttori e musicisti che si sono esibiti in Háskólabíó sono rimasti insoddisfatti dell'acustica dell'edificio fin dall'inizio, anche se furono fatti alcuni miglioramenti, ad esempio con l'installazione di grandi pannelli sulle pareti della sala principale del teatro.
Durante il 1980, l'entusiasmo del pubblico per la costruzione di una sala da musica adeguata aumentò notevolmente. L'iniziativa partì da imprenditori e studiosi non meno che da musicisti. Il 15 maggio 1983 un articolo dell'imprenditore edile Ármann Örn Ármannsson apparso in Morgunblaðið, deplorava la mancanza di una sede per i concerti sinfonici in Islanda. Ármannsson propose l'istituzione di una organizzazione di coloro che erano interessati, aprendo la strada a una sala da concerto. Tre settimane più tardi, il 4 giugno del 1983, una riunione inaugurale dell'organizzazione convocata ebbe luogo a Háskólabíó. L'organizzazione fu semplicemente intitolata Associazione verso la costruzione di una sala da concerto (Samtök um byggingu tónlistarhúss; SBT) e fu in primo piano sulla scena culturale nel corso degli anni successivi. Due anni più tardi, alla SBT fu assegnato un cantiere in Laugardalur, a est del centro di Reykjavik, dove si supponeva che sarebbe sorta la sala da concerto. Un concorso di architettura si tenne nel 1986 in cui il primo premio fu assegnato all'architetto Guðmundur Jónsson che completò i suoi progetti nel 1988. Alla cerimonia di premiazione, nel 1986, fu espressa la speranza che la sala da concerto sarebbe stata pronta per il 1990. Le discussioni sulla futura sala da concerto furono integrate da un dibattito se l'edificio avrebbe dovuto essere adatto anche per l'opera così come per i concerti sinfonici. La ISO era stato il principale punto di riferimento per la sala da concerto fin dall'inizio, ma gli amanti dell'opera volevano anche la loro parte.
Un certo numero di artisti internazionali diede sostegno finanziario alla SBT nei suoi sforzi per costruire una sala da concerto in Islanda. Il 26 febbraio 1985, la London Philharmonic Orchestra dette in un concerto di beneficenza, diretto da Vladimir Ashkenazy, nella Royal Festival Hall di Londra e donò tutto il guadagno alla SBT. Secondo gli organizzatori, il concerto incassò $ 1260. Il pianista classico Martin Berofsky, che visse in Islanda dal 1982 al 1987, tenne una serie di concerti in USA, donando i profitti per il progetto di costruzione di una sala da concerto in Islanda. Il primo recital di Berofsky nel ciclo ebbe luogo a Harvard il 19 ottobre 1986.
Le aspirazioni per la costruzione di una sala da concerto in Islanda persistettero fino al 1990. Diversi politici si dichiararono in grado e disposti a realizzare il sogno, ma senza alcun risultato tangibile. Nel 2000, la posizione dell'Harpa fu scelta come cantiere. Nel maggio 2003 Vladimir Ashkenazy criticò pesantemente la lentezza dei politici islandesi per un incontro con l'ISO e dichiarò che avrebbe avuto "forse qualche difficoltà a venire dal cimitero per dirigere l'orchestra". Nello stesso anno l'azienda Austurhöfn-TR fu appositamente fondata per supervisionare la costruzione della sala da concerto.
Nel 2005 il Portus Group, di proprietà di Landsbanki Íslands, firmò un contratto per costruire e gestire la sala da concerto. Durante questo periodo l'idea era stata ampliata e modificata con l'intento di rendere l'edificio polifunzionale, un complesso per concerti e conferenze. La costruzione dell'edificio iniziò il 12 gennaio 2007. Durante la crisi finanziaria del 2007-2008, i lavori di costruzione si fermarono, ma furono avviati nuovamente nel marzo del 2009.
L'Harpa Concert Hall fu formalmente aperta il 4 maggio 2011, con un concerto inaugurale della ISO.

## Esecuzioni degne di nota
| Data              | Artista accompagnato                          | Repertorio |
| ----------------- | --------------------------------------------- | --- |
| 29 marzo 1951     | Aram Khachaturian (direttore)                 | Aram Khachaturian: Ode in Memory of Lenin, The Battle of Stalingrad, Masquerade Suite, Gayane Suite Pyotr Tchaikovsky: Serenata per Orchestra d'Archi op. 48             |
| 14 settembre 1954 | Mstislav Rostropovich                         | Antonín Dvořák: Concerto per Violoncello op. 104 |
| 19 marzo 1964     | Alfred Brendel                                | Ludwig van Beethoven: Concerto per pianoforte n. 4 |
| 5 giugno 1964     | Vladimir Ashkenazy (prima esecuzione con ISO) | Ludwig van Beethoven: Concerto per pianoforte n. 1 Sergei Rachmaninov: Concerto per pianoforte n. 3                                                                      |
| 29 maggio 1966    | Wilhelm Kempff                                | Robert Schumann: Concerto per pianoforte in la minore op. 54 |
| 29 settembre 1966 | Claudio Arrau                                 | Johannes Brahms: Concerto per pianoforte n. 1 op. 15 |
| 29 giugno 1970    | Daniel Barenboim (direttore), Itzhak Perlman  | Ludwig van Beethoven: Overture a Le Creature di Prometeo op. 43 Pyotr Tchaikovsky: Concerto per Violino in Re maggiore op. 35 Ludwig van Beethoven: Sinfonia n. 7 op. 92 |
| 9 giugno 1972     | Yehudi Menuhin                                | Ludwig van Beethoven: Violino Concerto |
| 13 maggio 1976    | Emil Gilels                                   | Ludwig van Beethoven: Concerto per pianoforte n. 5 |
| 14 giugno 1982    | Ivo Pogorelich                                | Fréderic Chopin: Concerto per pianoforte n. 2 |
| 16 novembre 1985  | Anne-Sophie Mutter                            | Antonio Vivaldi: Le Quattro Stagioni op. 8 n. 1-4 Joseph Haydn: Sinfonia n. 104 in Re maggiore                                                                           |
| 14 aprile 1988    | Mischa Maisky                                 | Richard Strauss: Don Quixote |
| 2 giugno 1990     | Andrei Gavrilov                               | Sergei Rachmaninov: Rapsodia su un tema di Paganini op. 43 |
| 16 marzo 1995     | Grigory Sokolov                               | Fréderic Chopin: Concerto per pianoforte n. 2 |

## Collaborazione con musicisti popolari
Il 19 novembre 1978 la ISO collaborò con il musicista pop Gunnar Þórðarson, ex cantante e principale compositore di Thor’s Hammer. Il concerto segna l'inizio dell'associazione di ISO con l'industria musicale popolare. È del 1986 un album intitolato Í takt við tímann ("In linea con i tempi"), dove la ISO esegue una selezione di classici dei pop islandesi. Dal 2002, ISO ha regolarmente suonato con musicisti pop in concerto, spesso registrando e pubblicando i risultati su CD. L'elenco che segue mostra le principali band e artisti che sono stati associate alla ISO in concerto:
- 2001: Quarashi
- 2002: Sálin
- 2003: Todmobile
- 2004: Nýdönsk
- 2006: Björgvin Halldórsson
- 2007: Dúndurfréttir
- 2008: Lady and Bird
- 2009: Gunnar Þórðarson
- 2010: Hjaltalín
- 2010 e 2011: Páll Óskar Hjálmtýsson
- 2011 e 2012: Sigurður Guðmundsson and Sigríður Thorlacius
- 2013: Skálmöld, Ólafur Arnalds
- 2015: Eivør Pálsdóttir
- 2016: Emiliana Torrini